# San Luigi Gonzaga

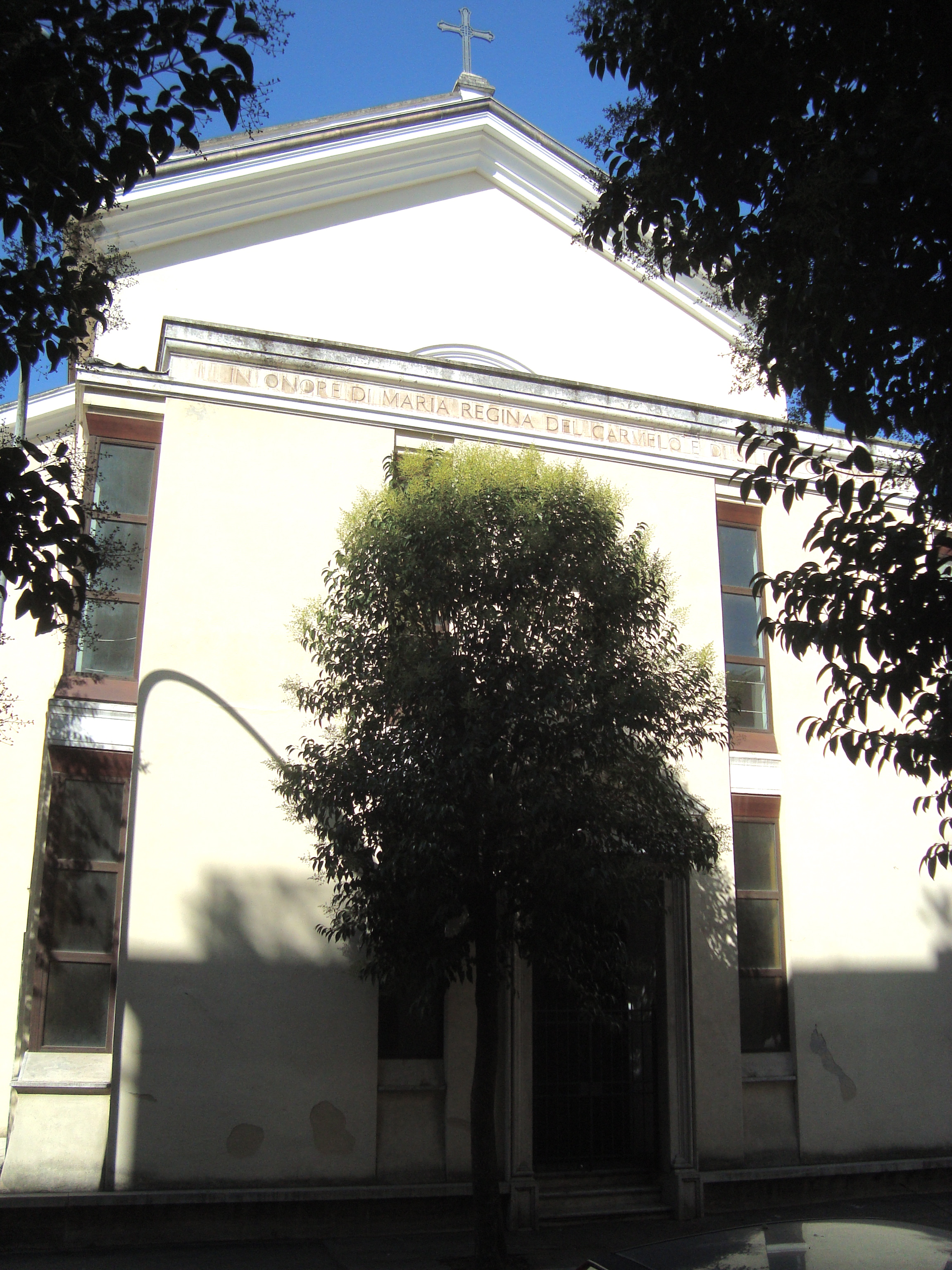
Vista da fachada.

San Luigi Gonzaga é uma igreja de Roma localizada no número 15 da Via di Villa Emiliani, no quartiere Parioli, e dedicada a São Luiz Gonzaga.

## História

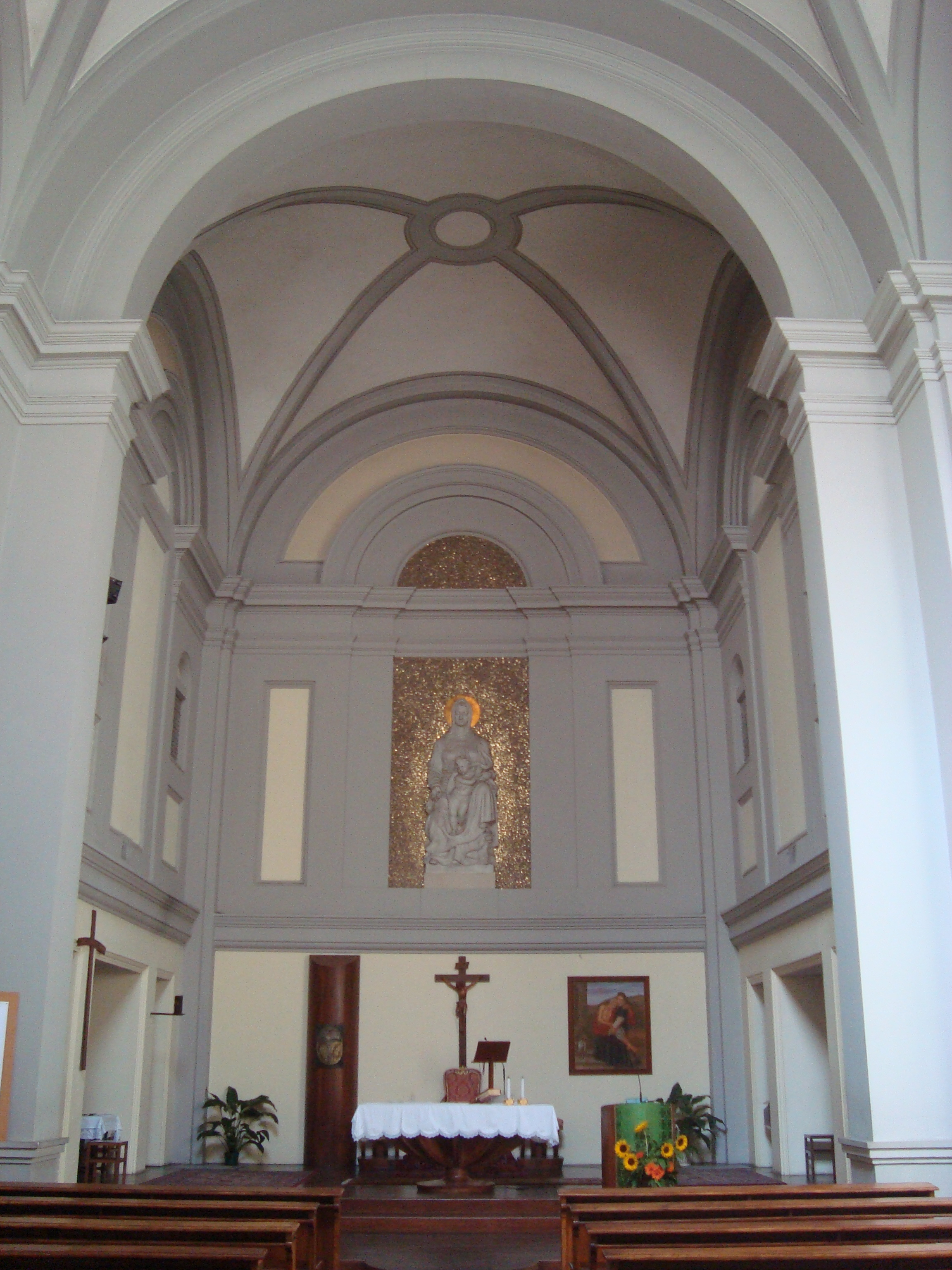
Vista do interior.

As obras desta igreja iniciaram em 18 de julho de 1929 com uma cerimônia conduzida pelo cardeal Basilio Pompilj, vigário-geral do papa Pio XI. O edifício foi construído sob a liderança do arquiteto Enrico Castelli para ser uma igreja anexa ao convento das irmãs carmelitas descalças polonesas. O complexo todo foi vendido aos Missionários Combonianos em 1958, quando as freiras se mudaram para Santa Maria Regina Carmeli, no quartiere Gianicolense, que instalaram ali a sua sede em Roma. Em 1963, os combonianos se mudaram para sua sede definitiva no quartiere Ardeatino e a igreja foi transformada em |igreja paroquial e entregue clero diocesano; na mesma ocasião, todo o interior foi restaurado.
Esta paróquia foi criada em 7 de janeiro de 1963 pelo decreto Percrescente incolarum numero do cardeal-vigário Clemente Micara e seu território foi determinado agregando-se partes dos territórios das paróquias de San Roberto Bellarmino e Sacro Cuore Immacolato di Maria. Em 6 de novembro de 1988, a paróquia foi visitada pelo papa São João Paulo II. Em 13 de março de 2012 foi realizada a cerimônia solene de entronização da relíquia do coração de São Luiz Gonzaga, ainda hoje preservada na igreja. O corpo do santo está na Igreja de Santo Inácio de Loyola, no rione Pigna.

## Descrição
Como era uma capela conventual, uma parte integrante do convento para a qual ela foi construída, a moderna igreja não é facilmente identificável a partir do exterior. A nave sem corredores é quase quadrada e conta com um par de capelas externas anexas nos cantos perto da entrada. A partir destes, duas alas se projetam para a rua com fachadas curvas em formato de um quarto de círculo. criando pequenos pátios de cada lado da igreja. A fachada de fato da igreja é ocupada por um por um bloco anexo que aparentemente era para ser a residência de um capelão para as freiras. 
Este bloco, com teto plano e dois andares, serve hoje de fachada para a igreja. Ela tem uma entrada única com um frontão triangular flanqueado por um par de estreitas janelas verticais no primeiro andar e outro idêntico no segundo. A linha do teto é ocupado por um entablamento com uma inscrição dedicatória testemunhando os proprietários originais: "In onore di Maria Regina del Carmelo e di San Luigi Gonzaga". De forma pouco usual, este entablamento não ocupa a largura toda fachada, mas a arquitrave se projetada de cada lado para encimar mais quatro janelas estreitas (duas a duas) que ocupam os cantos externos.
A nave e o presbitério estão cobertos por uma única abóbada de cruzaria. Ao presbitério se entra passando-se por um arco triunfal cujas pilastras tiveram seus capitéis substituídos por um entablamento moldado que corre por toda a volta do interior da nave.
O coração de São Luiz está numa das capelas laterais e a outra abriga um afresco de Kiko Argüello representando São Tomé e realizado em 1993. O presbitério conta atualmente com um altar-mor isolado na forma de um vaso vermelho. Atrás dele, à direita, está uma imagem de São Luiz cuidando de uma vítima da peste e, à esquerda, está o tabernáculo, abrigado numa semi-coluna de mármore vermelho embutida na parede. Na parede do fundo está uma escultura em alto-relevo de Nossa Senhora do Carmo num fundo de mosaico dourado.